# Ivan Scalfarotto

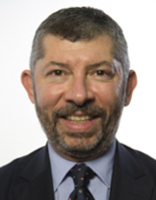
Ivan Scalfarotto (2018)

Ivan Scalfarotto (* 16. August 1965 in Pescara) ist ein italienischer LGBT-Aktivist, Autor und Politiker. Er war von 2009 bis 2013 stellvertretender Vorsitzender der Partito Democratico. Seit 2013 ist er Mitglied der italienischen Abgeordnetenkammer, zudem seit September 2019 Staatssekretär im Außenministerium.

## Leben
Nach seinem Jurastudiums an der Universität Neapel Federico II, das er mit Auszeichnung abschloss, arbeitete Scalfarotto bei der Banca Commerciale Italiana (Comit) und später bei der Banco Ambrosiano Veneto. Ab 2002 war in London als Leiter des Personalwesens der der Citigroup Europa tätig.
Von 1988 bis 1995 war Scalfarotto Parteimitglied bei Federazione dei Verdi. In der Folgezeit stand er dem Mitte-links-Bündnis L’Ulivo nahe, äußerte sich aber im November 1996 in einem Leserbrief an La Repubblica enttäuscht von der Regierung Prodi I. Daraufhin wurde er als Sprecher der enttäuschten L’Ulivo-Wähler angesehen und zu Gesprächen mit dem Ministerpräsidenten Romano Prodi und Kulturminister Walter Veltroni eingeladen. Im Jahr 2001 gründete Scalfarotto die Bewegung Adottiamo la Costituzione („Adoptieren wir die Verfassung“), die sich für den Schutz der italienischen Verfassung aussprach.

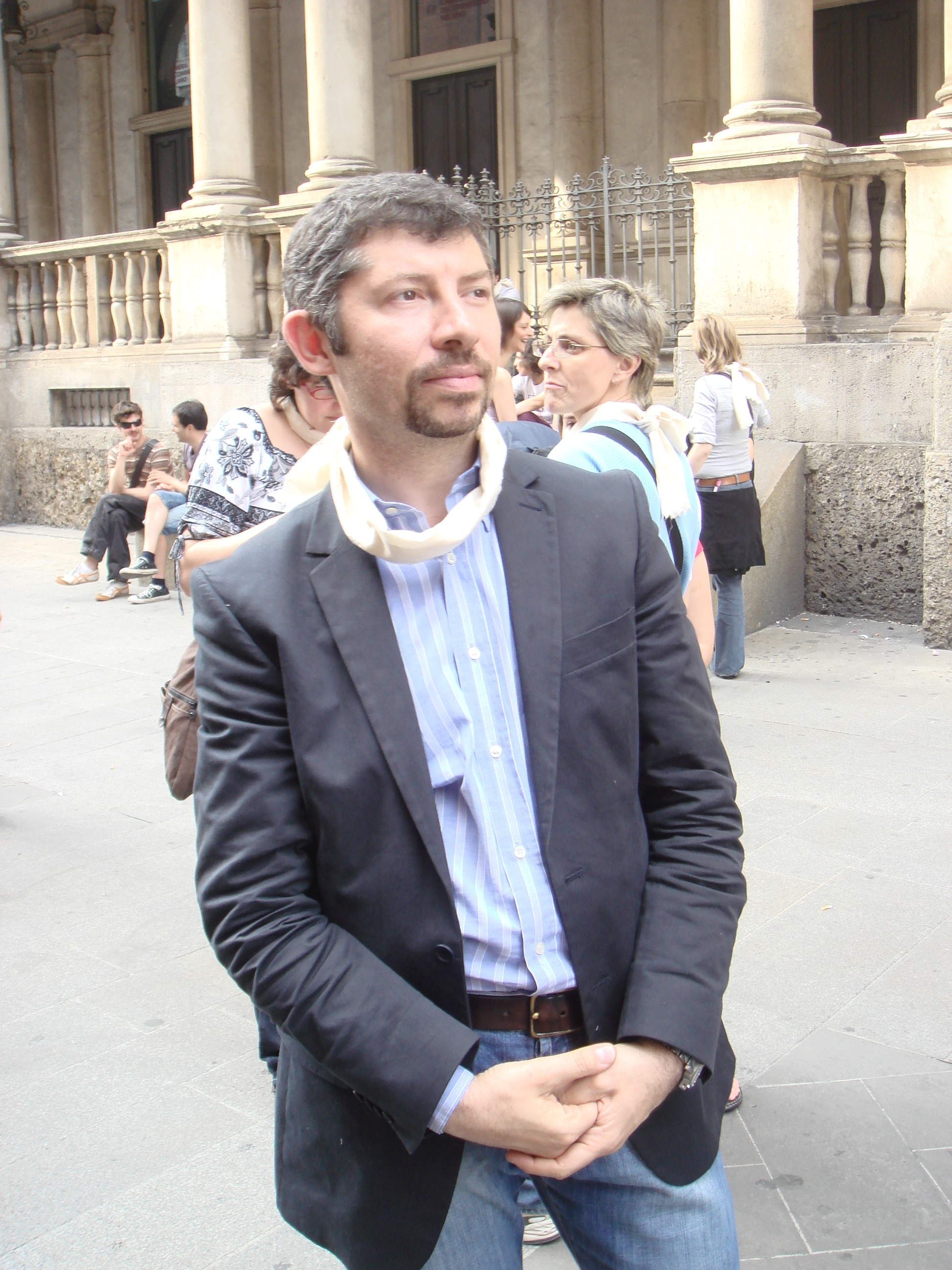
Scalfarotto bei einer Demonstration gegen Homophobie (2009)

Während seiner Zeit in London rief Scalfarotto 2003 den ersten Zirkel der linksliberalen Bewegung Libertà e Giustizia („Freiheit und Gerechtigkeit“) außerhalb Italiens ins Leben. Im Oktober 2005 trat er zur Urwahl um die Spitzenkandidatur des Mitte-links-Bündnisses L’Unione an und erhielt knapp 27.000 Stimmen (0,6 %). Gemeinsam mit dem Journalisten Luca Sofri und der Astrophysikerin Sandra Savaglio gründete er anschließend die Bewegung iMille, die sich für eine Erneuerung des italienischen Mitte-links-Spektrums einsetzte.
Auf Einladung des damaligen Parteivorsitzenden Piero Fassino trat Scalfarotto 2007 der Partei Democratici di Sinistra („Linksdemokraten“) bei. Diese fusionierte noch im selben Jahr mit weiteren Mitte-links-Parteien zur Partito Democratico (PD), der Scalfarotto anschließend angehörte. Im Oktober 2007 wurde er in den Parteivorstand gewählt. Bei der Parlamentswahl 2008 trat er im Wahlkreis Lombardei 1 an, wurde aber nicht gewählt. Auch bei der Europawahl im Mai 2009 kandidierte Scalfarotto erfolglos. Am 7. November 2009 wurde er neben Marina Sereni zum Vizeparteivorsitzenden der Partito Democratico gewählt und blieb dies bis Dezember 2013.
Bei der Parlamentswahl 2013 gelang ihm als Vertreter der Region Apulien der Einzug in die Camera dei deputati. Im Kabinett Renzi war er zunächst Staatssekretär in den Ressorts für „institutionelle Reformen“ und „Beziehungen zum Parlament“ und ab April 2016 im Ministerium für wirtschaftliche Entwicklung. Er war damit der erste öffentlich bekennende LGBT-Aktivist in Italien mit einem Regierungsamt. Bei der Parlamentswahl 2018 gelang ihm die Wiederwahl in die Abgeordnetenkammer, diesmal als Vertreter der Lombardei, die PD ging jedoch anschließend in die Opposition.
Im Kabinett Conte II wurde er im September 2019 zum Staatssekretär im Außenministerium berufen. Im gleichen Monat trat er aus der Demokratischen Partei aus und schloss sich der von Matteo Renzi initiierten Partei Italia Viva an.

## Werke (Auswahl)
- Contro i perpetui, Il Saggiatore, 2006, ISBN 978-88-428-1349-1.
- In nessun Paese, Edizioni Piemme, 2010, ISBN 978-88-566-1444-2, (gemeinschaftlich mit Sandro Mangiaterra).
- Ma questa è la mia gente, Arnoldo Mondadori Editore, 2012, ISBN 978-88-04-62250-5.